# Corte Franca (Spormaggiore)
 La Corte Franca è una residenza signorile situata a Spormaggiore, in posizione dominante rispetto alla strada che collega il paese alla Val di Non e la Piana Rotaliana. Attualmente il palazzo ospita il centro visitatori del Parco naturale Adamello Brenta dedicato all'orso bruno.

## Storia
L'edificio nel XIV secolo era una casa murata, di proprietà della locale famiglia Alt Spaur. La denominazione "Franca" è dovuta al fatto che il palazzo godesse di franchigie come il diritto di asilo per coloro che vi si fossero rifugiati, privilegi concessi dall'imperatore Massimiliano I d'Asburgo a Giovanni de la Corte nel 1497. Tali diritti vennero riconfermati nel 1598 dall'imperatore Rodolfo II d'Asburgo ai fratelli Altspaur, tra questi Giovanni Nicolò, artefice dell'ampliamento del palazzo all'inizio del XVII secolo.
L'ultimo discendente della famiglia Altspaur fu Adamo Giuseppe Maria, che morì a Mezzocorona nel 1823, ma rimase senza eredi maschi. La figlia maggiore, Giovanna Maria Margherita sposò un medico di Egna, Giovanni Michele de Vilas, che fu investito della Corte Franca per la somma di 5000 fiorini. Nel 1856 vendette la residenza ai conti Spaur, che a loro volta nel 1878 la vendettero al comune di Spormaggiore per 10500 fiorini. Il comune la utilizzò per gli uffici comunali fino al 1961 e poi come caserma dei Carabinieri.
A partire dai primi anni duemila l'edificio è sede del centro visitatori "Casa del Parco Orso", gestito dal Parco naturale Adamello Brenta, un museo simile a quelli di Stenico e Pracul (presso Daone) volto alla conoscenza della fauna e della flora del parco naturale. I tre piani dell'edificio sono completamente dedicati all'orso bruno, che è possibile vedere nel vicino Parco faunistico di Spormaggiore.

## Descrizione

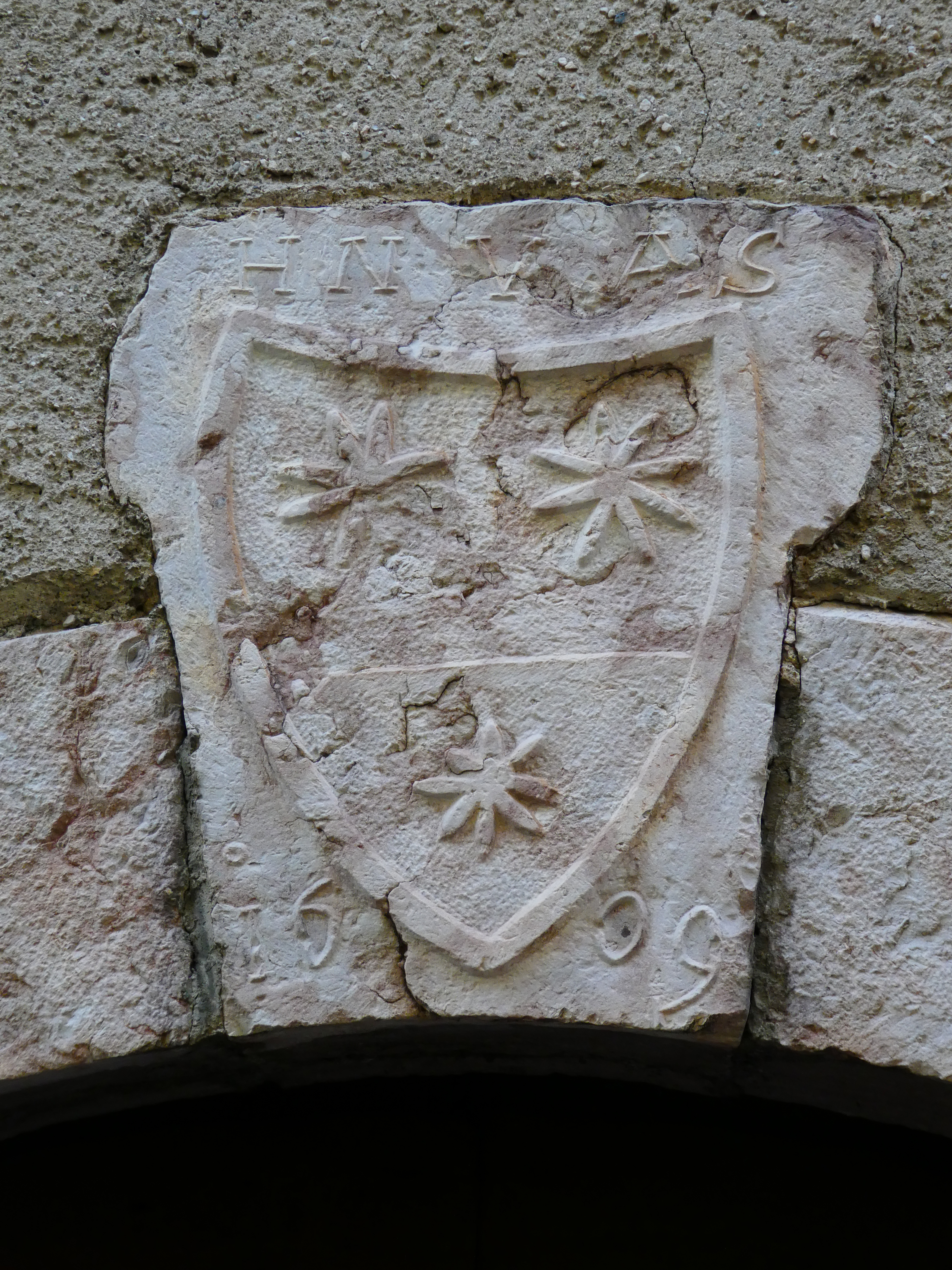
Stemma della famiglia Altspaur su un portale

L'edificio subì un'importante trasformazione all'inizio del XVII secolo, voluta da Giovanni Nicolò di Altspaur, come testimonia l'iscrizione su un portale riportante la data 1609 e la sigla HNVAS (Hans Nicolaus von Alt Spaur). La costruzione attuale è costituita da due corpi principali: la casa-torre, d'origine quattrocentesca, e la residenza seicentesca sul lato Ovest. Al primo piano è possibile visitare la "camera del conte", foderata di legno, dotata di soffitto a cassettoni e un grande stemma scolpito con le tre stelle a cinque punte della famiglia Altspaur. Sono inoltre presenti una vecchia stufa di maiolica e uno scrignetto a muro.